# Lake Sumner
Lake Sumner – jednostka osadnicza w Stanach Zjednoczonych, w stanie Nowy Meksyk, w hrabstwie De Baca.